# Mariano Ayuso
Mariano Ayuso Bruno (Bilbao, 1928 – Madrid, 28 de desembre de 2011) fou un crític i editor de còmic espanyol. Va formar part, juntament amb Luis Conde Martín, Jesús Cuadrado, Ignacio Fontes, Carlo Frabetti, Pacho Fernández Larrondo, Federico Moreno, Ludolfo Paramio i Pedro Tabernero, de la segona generació de teòrics del còmic surgida a Espanya.

## Biografia
El 1971 Mariano Ayuso va col·laborar amb la revista teòrica sobre còmics Bang! amb la sèrie La Edad de Oro, fundant posteriorment les seves pròpies publicacions teòriques: Comics Camp, Comics In (1972) i Sunday Comics (1976). A partir de 1979 va fundar i dirigir també la llibreria madrilenya "Totem", una de las primeres del país especialitzades en còmics.
Como assessor de Planeta DeAgostini, va ser responsable de les col·leccions Grandes Héroes (1981) i La Espada Salvaje de Conan (1982). Posteriorment, ja a Cómics Forum, publicaria articles i respondria el correo de lectors amb el pseudònim de Profesor Osuya. Va col·laborar també amb la col·lecció enciclopèdica editada en fascicles Historia de los Comics (1983) de Toutain Editor.
Els anys 1990 va dirigir la línia de tires de premsa clàssiques nord-americanes d'Ediciones Eseuve.
Després d'una llarga malaltia, Mariano Ayuso va morir el 28 de desembre de 2011 a Madrid, acompanyat de la seva família.